# 아론 킨케이드
아론 킨케이드(Aron Kincaid, 1940년 6월 15일 ~ 2011년 1월 6일)는 미국의 배우, 성우, 모델, 영화배우이다.
로스앤젤레스에서 태어났으며 로스앤젤레스에서 사망하였다.

## 영화
- 트랜스포머 - 시리즈 (1984년)
- 죽음의 밤 (1984년)
- 캐논볼 (1976년)
- 괴짜 백만장자 (1967년)
- 닥터 골드풋 앤 더 비키니 머신 (1965년)
- 스키 파티 (1965년)
- 스파타커스 (1960년)